# Ekkehard Miersch
Ekkehard Miersch (Potsdam, 4 maggio 1936) è un ex nuotatore tedesco.
Ha partecipato ai Giochi di Melbourne 1956, gareggiando nei 100m dorso.
È il figlio del pentatleta olimpico Konrad Miersch.